# Avatiu Stream
Avatiu Stream är ett vattendrag i Cooköarna (Nya Zeeland). Det ligger i den centrala delen av landet. Avatiu Stream ligger på ön Rarotonga. En del av vattendraget ligger underjordisk.